# Jelena Ivanovna Malihina
Jelena Ivanovna Malihina (oroszul: Елена Ивановна Малыхина, említése előfordul E. Malihina és Elena Malihinaként is; Moszkva, 1925. augusztus 3. – 2016. augusztus 18. orosz-szovjet irodalmi szerkesztő, hungarológus, műfordító, angol és elsősorban magyar szépprózai művek kortárs orosz fordítója.

## Életrajzából
A Moszkvai Állami Egyetem bölcsészettudományi karán angol–spanyol szakon tanult, 1947-ben végzett. A magyar nyelvet Magyarországon sajátította el, a moszkvai egyetem aspiránsaként disszertációját Arany Jánosról írta, első fordítása 1956-ban jelent meg. Tanulmányaiban és fordítói munkájában az 1959-ig moszkvai emigrációban tartózkodó Hidas Antal író és felesége, Kun Ágnes (Kun Béla lánya) segítette. 1955-től 15 évig a Hudozsesztvennaja Lityeratura (szépirodalmi) kiadó szerkesztője volt. 1973-tól a Szovjet Írószövetség, 1991-től a Moszkvai Írószövetség tagja.

## Munkásságából
Első könyve Móricz Zsigmond Légy jó mindhalálig című regényének orosz fordítása volt. Később fordította többek között Babits Mihály Hatholdas rózsakert, Illyés Gyula Petőfi, Sánta Ferenc Húsz óra, Németh László Gyász, Esterházy Péter Fancsikó és Pinta műveit. Barátság fűzte Déry Tiborhoz, akinek több regényét is lefordította. Elkészítette Nádas Péter Egy családregény vége című regényének fordítását is, mely először egy folyóiratban, 2003 februárjában jelent meg.
Fordítói munkásságának elismeréseként a Magyar Írószövetség tiszteletbeli tagjává választották (1991), 1997-ben a magyar kormány kitüntetésében részesült.